# ضدعفونی‌سازی خورشیدی آب

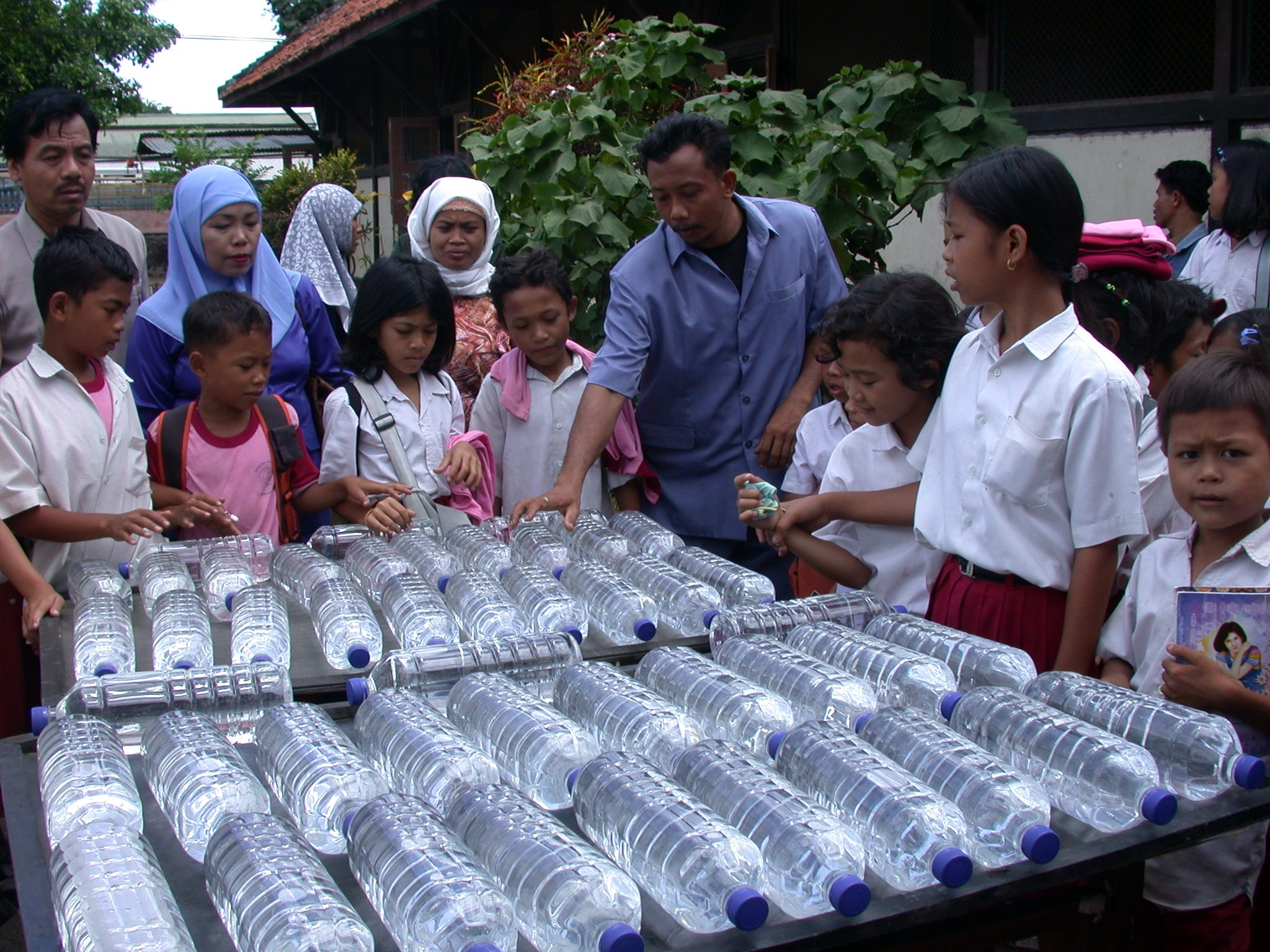
SODIS application in Indonesia

یکی از روشهای ضدعفونی آب که توسط سازمان بهداشت جهانی به رسمیت شناخته شده، استفاده از آفتاب است. ضد عفونی آفتابی آب روشی است که در آن فقط از بطری‌های پلاستیکی از نوع پلی اتیلن تترافتالات (PET) و از پرتو آفتاب استفاده می‌شود.
این روش که  SODIS نام گرفته، توسط سازمان بهداشت جهانی به رسمیت شناخته شده و هم‌اکنون در چندین کشور در حال توسعه بکار گرفته می‌رود.
اساس: ثابت شده که نور خورشید با داشتن پرتوهای فرابنفش و فروسرخ، بسیاری از اجرام بیماری زا را از بین می‌برد.
پرتوهای فرابنفش-آ باکتری‌ها را از بین می‌برند و علاوه بر این بر اکسیژن محلول در آب اثر کرده و آن را به رادیکال‌های آزاد تبدیل می‌کند. این رادیکال‌ها عوامل بیماریزا را از بین می‌برند. پرتوهای مادون قرمز آب را گرم می‌کنند (تقریباً ۵۰ درجه) و ضدعفونی شدن در این حرارت ۳ برابر سریعتر از ضدعفونی شدن در دمای ۲۰ درجه است. 

در عمل: همانطوری که در تصاویر بالا (از چپ به راست) نشان داده شده، بطری را تا دو سوم آب کرده و سپس شدیداً بهم می‌زنند تا اکسیژن هوا در آب حل شود و آنگاه بطری را تا ۲ سانتیمتر مانده به دهانه پر می‌کنند.
بطری را بسته و در محلی آفتابگیر قرار می‌دهند. تا دستکم ۶ ساعت در معرض پرتو مستقیم آفتاب قرار گیرد. چنانچه هوا کاملاً ابری باشد باید بطری را مدت دو روز در محل آفتابگیر قرار داد. پس از گذشت این مدت آب ضدعفونی شده و می‌توان آن را مصرف نمود.